# ニセリトロール
ニセリトロール（INN：niceritrol）とは、医薬として使用されることのある、分子中に4分子のニコチン酸がエステル結合した有機化合物である。同様にニコチン酸がエステル結合で結合した構造をしている類薬としては、ニコモール（INN：niconol）や、イノシトールヘキサニコチン酸エステル（INN：inositol nicotinate）や、トコフェロールニコチン酸エステル（英語:dl-α-tocopheryl nicotinate）が挙げられる。

## 構造

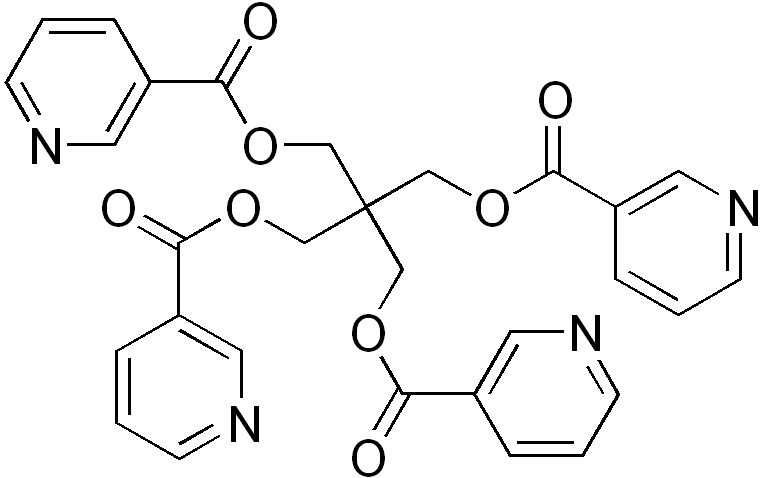
ニセリトロールの構造。分子内対称面を持っている。

ニセリトロールの分子式は、C29H24N4O8であり、したがって、分子量は556.5 (g/mol)である。
2,2-ジ(ヒドロキシメチル)-プロパン-1,3-ジオールが持つ全ての水酸基に、1分子ずつニコチン酸がエステル結合した構造をしている。

## 用途
ニセリトロールは、脂肪細胞で中性脂肪から脂肪酸を遊離させる代謝を阻害し、肝臓への脂肪酸の供給を抑制する作用を有する。このため、高脂血症患者の血中の脂質を調節するために使用される場合もある。
この他に、ニセリトロールにはコレステロールの異化を促進して、コレステロールの排泄を促進する作用も有するため、結果として、コレステロールを減少させ得る。また、ニセリトロールは末梢血管を拡張させる作用を有するため、末梢血管疾患の治療のために用いられる場合がある。
例えば、レイノー病や閉塞性動脈硬化症に使用する。

## 薬物相互作用
ニセリトロールをヒトに対して経口投与すると、消化管から吸収される。分子内のエステル結合は、ゆっくりと加水分解され、ニコチン酸を遊離する。ところで、医薬としてニコチン酸その物を投与する場合も有る。ニコチン酸とHMG-CoA還元酵素阻害薬を併用すると、HMG-CoA還元酵素阻害薬の典型的な副作用である横紋筋融解症を発症し易くなるとされている。
同じく、ニコチン酸と経口血糖降下薬を併用すると、血糖降下作用が減弱する事も知られている。
また同じく、ニコチン酸には尿酸の排泄阻害作用を有するため、尿酸の血中濃度を低下させる目的で投与する種々の薬の効果を減弱させる恐れがある。さらに、ニセリトロールは血管拡張作用を有するため、他の作用機序の血管拡張薬と協力的に作用する可能性もある
。